# Loboda
Loboda je priimek v Sloveniji, ki ga je po podatkih Statističnega urada Republike Slovenije na dan 1. januarja 2010 uporabljalo 194 oseb.

### Slovenske osebnosti
- Bojan Loboda, morski špotni ribič
- Drago Loboda (1921—2004), balinar
- Ivan Loboda (*1995), gledališki režiser
- Jan Loboda (*1986),  hokejist
- Marjan Loboda starejši (1930—2023), izseljenski delavec v Argentini
- Marijan (Rafael) Loboda (1938—2024), arhitekt in oblikovalec razstav, muzealec
- Matjaž Loboda (*1942), filmski igralec, gledališki režiser, lutkovni animator
- Peter Loboda (1894—1952), kipar
- Tomislav Loboda (1936—2023), zlatar
- Urša Loboda (*1964), arhitektka, filmska scenografka

### Tuje osebnosti
- Grigorij Loboda (?—1596), zaporoški hetman jerestrovskih kozakov.
- Svitlana Sergejevna Loboda/Svitlana Serhiivna Loboda (*1982), ukrajinska pop pevka, televizijska voditeljica in modna oblikovalka.